# 雷鳴-out of kontrol-
「雷鳴-out of kontrol-」（らいめい・アウトオブコントロール）は、m.o.v.eの25枚目のシングル。

## 概要
- 4ヶ月連続リリースの第3弾。
- 本作にはmotsuのラップパートが存在せず、yuriと共にヴォーカルを担当。個別のパートを交互に歌う形が取られている。
- PVにはメンバーが『頭文字D』風の画調で描かれたアニメが使用され、主人公・藤原拓海も登場している。このアニメのために、オリジナルのマシン（FD3S・マツダ・RX-7）がCG化された。登場したFD3Sは、PVの中で拓海のAE86と秋名山でバトルをしていた車であり、装着されているエアロパーツは、RE雨宮製ボンネット以外は岩瀬恭子（頭文字D Fourth Stage登場）のFDのモノに近い。
- 曲名に漢字を挿入するのは、1stアルバム『electrock』に収録されている「past days〜追憶」と、7thアルバム『BOULDER』に収録されている「無礼講ナイト〜Bring your mic」に次ぎ、3曲目となる。シングルとしては本作が初めて漢字を使用した曲名となっている。
- 「kontrol」は「control」の誤字だと思われがちだが、英語表記ではなくドイツ語表記であるため、誤字ではない。

## 収録曲
1. 雷鳴-out of kontrol-
  - 作詞：motsu、作曲・編曲：t-kimura
  - 第21回東日本女子駅伝大会テーマ曲
  - アーケードゲーム「頭文字D ARCADE STAGE 4」オープニング曲
2. GIRL(you WANNA MOVE)
  - 作詞：motsu、作曲・編曲：t-kimura
3. 雷鳴-out of kontrol-(INSTRUMENTAL)
4. GIRL(you WANNA MOVE)(INSTRUMENTAL)